# Элифанов, Степан Иванович
Степан Иванович Элифанов (5 марта 1900, Малые Кибечи,  Шибулгинская волость, Цивильский уезд, Казанская губерния — 6 марта 1985, Октябрьск, Куйбышевская область, РСФСР, СССР) — советский государственный деятель, работник судебных и прокурорских органов. Прокурор Чувашской АССР (с 25 января 1937), член Тройки НКВД Чувашской АССР (30 июля 1937 — январь 1938).

## Биография

### Происхождение
Степан Элифанов родился 5 марта 1900 года в деревне Малые Кибечи Шибулгинской волости Цивильского уезда Казанской губернии  в чувашской семье крестьянина-середняка. По окончании церковноприходской и двухклассной школы учился в Шихранской учительской семинарии, которую окончил в 1919 году.

### Участие в Гражданской войне
16 мая 1919 года записался добровольцем в Красную Армию. С марта 1920 года по декабрь 1922 года С. Элифанов проживал и работал в Казани  военным диспетчером Московско-Казанской железной дороги. Политработник в городах Симбирск, Самара, Казань, комиссар службы пути 4-го участка в городе Сарапул (1920–1923). Поступил в политехнический институт и 17 декабря 1922 года, демобилизовавшись из рядов Красной Армии, прибыл в Чувашскую автономную область.

### Профессиональная деятельность
В 1923 году был избран народным судьей 1-го участка Цивильского уезда. С мая 1923 года по декабрь 1927 года проработал помощником прокурора по Чебоксарскому уезду (1923–25), по Цивильскому уезду (1925–27), по Канашскому району (1927–28). В январе 1928 года был направлен на учебу  в Москву на Государственные высшие юридические курсы при Народном комиссариате просвещения РСФСР, которые окончил в 1929 году.
В 1929 году был назначен помощником прокурора по общему надзору при НКЮ ЧАССР. В октябре того же года вступил в должность председателя Главного суда Чувашской АССР и работал до 17 декабря 1932 года.
В декабре 1932 года был избран ответственным секретарем Вурнарского райкома ВКП(б), 3 февраля 1935 года вновь назначен председателем Главного суда Чувашской АССР.
25 января 1937 года согласно постановлению ЦИК Чувашской АССР Главный суд переименован в Верховный суд Чувашской АССР, и его председателем стал Д. З. Захаров, а С. И. Элифанова назначили прокурором Чувашской АССР.
Согласно решению Политбюро ЦК ВКП(б) № П51/187 от 9 июля 1937 и приказу НКВД СССР № 00447 от 30 июля 1937 года по должности входил в Тройку НКВД Чувашской АССР, в которой также по должности вошли нарком внутренних дел Чувашской АССР А. М. Розанов и 1-й секретарь Чувашского обкома ВКП(б) С. П. Петров.
В январе 1938 года был временно отстранён от исполнения обязанностей прокурора Чувашской АССР, а в апреле того же года был освобожден от занимаемой должности (после отстранения должность прокурора Чувашской АССР занял Карзанов Михаил Егорович, который пробыл в этой должности с января 1938 года по 3 декабря 1941 года).
После увольнения работал юрисконсультом Управления строительства железной дороги Канаш – Чебоксары (1938), проживал в Чебоксарах по ул. Чебоксарская, д. 14.

### Аресты и заключение
2 августа 1938 года С. И. Элифанов был арестован по подозрению в совершении преступлений, предусмотренных ст. ст. 58.10, 58.11 УК РСФСР. До приговора содержался в тюрьме. 16 августа 1941 года Особым Совещанием при НКВД СССР был приговорен к заключению в ИТЛ сроком на 8 лет, считая срок с 4 августа 1938 года по статьям 19, 58 п. 7, 58 п. 8, 58 п. 10, ст. 58 п. 11 Уголовного кодекса РСФСР («Являясь активным участником антисоветской буржуазно-националистической организации проводил широкую вредительско-подрывную деятельность в области сельского хозяйства, суда и прокуратуры»). Постановлением Особого совещания при НКВД СССР от 8 марта 1944 года «за высокие производственные показатели, отличное поведение в быту» С. И. Элифанову срок отбывания наказания в лагере был снижен на 6 месяцев.
2 февраля 1946 года С. Элифанов был освобожден, после чего вернулся в Чувашию, в которой устроился работать экономистом коммунального отдела Канашского вагоноремонтного завода.
25 февраля 1949 года был снова арестован; после ареста находился под стражей во внутренней тюрьме МГБ Чувашской АССР. 27 апреля 1949 года Особым совещанием при МГБ СССР был приговорен по ст. 58 п. 7, ст. 58 п. 11 УК РСФСР («Проводил антисоветскую вредительскую деятельность в области сельского хозяйства, суда и прокуратуры»). Приговором был сослан в Красноярский край, где был определён в геологическую партию по разведке залежей железной руды (посёлок Раздолье). 20 июля 1955 года постановление Особого совещания при МГБ СССР было отменено и дело производством прекращено; Элифанов был освобождён от спецпоселения.
20 июля 1955 году были отменены оба решения о репрессировании, и С. И. Элифанов был реабилитирован. После освобождения обосновался в Куйбышевской области и до 1960 года, до выхода на пенсию, проработал инженером по труду и зарплате.